# Melvin Alvah Traylor, Jr.
Melvin Alvah Traylor Jr. (16 de desembre de 1915 - 11 de febrer de 2008) va ser un ornitòleg nord-americà.
Era fill del banquer de Chicago Melvin Alvah Traylor i de la senyora Dorothy Y. Traylor. Traylor va ser tinent dels marines i va servir a Guadalcanal durant la Segona Guerra Mundial el 1942 on va ser guardonat amb la medalla d'Estrella de Plata. Com a oficial del Cos de Marines, Mel va resultar greument ferit durant la batalla de Tarawa al teatre del Pacífic, on va perdre un ull i va patir ferides al braç i a la part superior del cos durant el famós assalt a la platja. Després de la guerra, Traylor va continuar el seu treball per al Field Museum of Natural History de Chicago, que havia iniciat el 1937. Va fer expedicions a Àfrica (en col·laboració amb Austin L. Rand), a Amèrica del Sud i a Àsia. El 1960 va ser un dels membres de l'Expedició Científica de l'Enciclopèdia del Llibre Mundial a l'Himàlaia dirigida per Sir Edmund Hillary. L'any 1956, Traylor esdevingué conservador assistent d'aus al Field Museum. Des de la seva jubilació a la dècada de 1980 va treballar com a conservador emèrit del Field Museum.
Traylor va ser un dels autors (al costat de Raymond A. Paynter, Ernst Mayr, G. William Cottrell i James Lee Peters) de la Check-list of Birds of the World, una obra de referència estàndard amb setze volums publicats entre 1931 i 1987. Traylor va descriure espècies com la cistícola del Tana i el xot de Salvin, i el gènere Zimmerius. Va fer més revisions de la família Tyrannidae. El tirà becplaner d'ulls taronja (T. traylori) rep el nom en el seu honor. Traylor i Paynter van ser guardonats amb el premi Elliott Coues de l'American Ornithologists' Union l'any 2001.

## Publicacions (selecció)
- 1947: Subspecies of Aratinga acuticaudata (Fieldiana. Zoologia: Volum 31, part 21; Pub. no.608)
- 1948: New Birds from Peru and Ecuador (Fieldiana. Zoologia: Volum 31, part 24; Pub. no.619)
- 1949: Notes on Some Veracruz Birds (Fieldiana. Zoologia: Volum 31, part 32; Pub. no.635)
- 1951: Notes on Some Peruvian Birds (Fieldiana. Zoologia: Volum 31, part 51; Pub. no.676)
- 1952: Notes on Birds from the Marcapata Valley, Cuzco, Peru (Fieldiana. Zoologia: Volum 34, part 3; Pub. no.691)
- 1958: Birds of Northeastern Peru (Fieldiana. Zoologia: Volum 35, part 5; Pub. no.844)
- 1959: Three New Birds from West Africa (Fieldiana. Zoologia: Volum 39, part 25; Pub. no.865) (amb A. L. Rand)
- 1961: Notes on Nepal Birds (Fieldiana. Zoologia: Volum 35, part 8; Pub. no.917)
- 1962: New Birds from Barotseland (Fieldiana. Zoologia: Volum 44, part 12; Pub. no.955)
- 1964: Further Notes on Nepal Birds (Chicago Natural History Museum)
- 1967: A Collection of Birds from Szechwan, 1967 (Chicago Natural History Museum, Fieldiana: Zoologia, Volum 53, Nombre 1: pàgines 1–67 amb 1 map figure)
- 1967: Collection of Birds from the Ivory Coast (Fieldiana. Zoologia: Volum 51, part 7; Pub. no.1033)
- 1968: Distributional Notes on Nepal Birds, 1968 (Chicago Natural History Museum, Fieldiana: Zoologia, Volum 53, Nombre 3: pàgines 147-203)
- 1977: A Classification of the Tyrant Flycatchers (Tyrannidae), 1977 (Harvard University, Cambridge, Massachusetts, Bulletin of the Museum of Comparative Zoologia, Volum 148, Nombre 4: pàgines 129–184 amb 10 quadres i 4 tables)
- 1977: Ornithological Gazetteer of Ecuador (amb Raymond A. Paynter)
- 1982: Notes on Tyrant Flycatchers (Aves: Tyrannidae) (Fieldiana. New Series Zoologia: Volum 13; Pub. no.1338)
- 1988: Geographic Variation and Evolution in South American Cistothorus platensis (Aves: Troglodytidae) (Fieldiana. New Series Zoologia: Volum 48; Pub. no.1392)